# Reprezentacja Izraela U-21 w piłce nożnej mężczyzn
Reprezentacja Izraela U-21 w piłce nożnej – młodzieżowa reprezentacja Izraela sterowana przez Ha-Hitachadut le-Kaduregel be-Jisra’el. Tylko raz zakwalifikowała się do Mistrzostw Europy U-21 w Piłce Nożnej, było to w 2007; odpadła w fazie grupowej. Reprezentacja powstała w 1978 roku, kiedy to UEFA wprowadziła nowe zasady odnośnie do młodzieżowych reprezentacji piłkarskich – drużyny do lat 23 zostały zastąpione przez zespoły do lat 21.

## Występy w ME U-21
- 1978: Nie zakwalifikowała się
- 1980: Nie zakwalifikowała się
- 1982: Nie zakwalifikowała się
- 1984: Nie zakwalifikowała się
- 1986: Nie zakwalifikowała się
- 1988: Nie zakwalifikowała się
- 1990: Nie zakwalifikowała się
- 1992: Nie zakwalifikowała się
- 1994: Nie zakwalifikowała się
- 1996: Nie zakwalifikowała się
- 1998: Nie zakwalifikowała się
- 2000: Nie zakwalifikowała się
- 2002: Nie zakwalifikowała się
- 2004: Nie zakwalifikowała się
- 2006: Nie zakwalifikowała się
- 2007: Faza grupowa